# Halichoeres

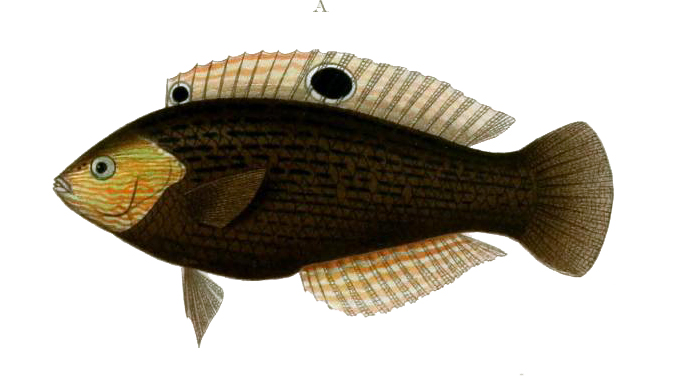
Halichoeres marginatus

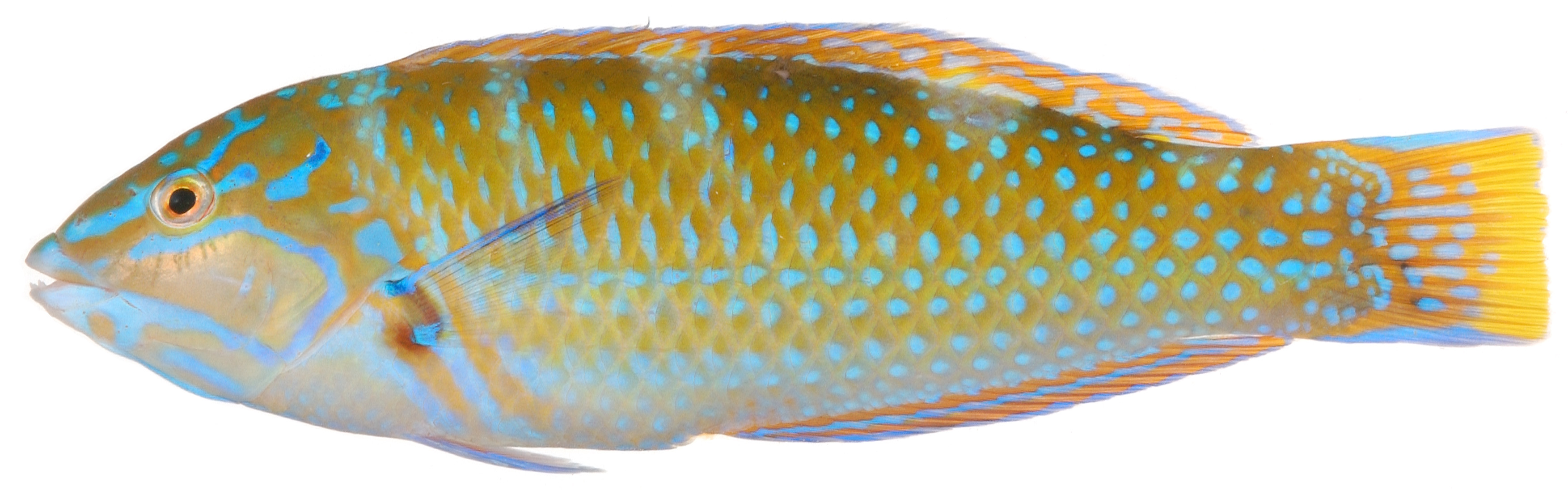
Halichoeres radiatus

Halichoeres es un género de peces de la familia de los Labridae y del orden de los Perciformes.

## Especies
Existen 84 especies de este género, de acuerdo con FishBase:
- Halichoeres adustus (Gilbert, 1890)
- Halichoeres aestuaricola Bussing, 1972
- Halichoeres argus (Bloch & Schneider, 1801)
- Halichoeres bathyphilus (Beebe & Tee-Van, 1932)
- Halichoeres bicolor (Bloch & Schneider, 1801)
- Halichoeres binotopsis (Bleeker, 1849)
- Halichoeres biocellatus Schultz, 1960
- Halichoeres bivittatus (Bloch, 1791)
- Halichoeres bleekeri (Steindachner& Döderlein, 1887)
- Halichoeres brasiliensis (Bloch, 1791)
- Halichoeres brownfieldi (Whitley, 1945)
- Halichoeres burekae Weaver & Rocha, 2007
- Halichoeres caudalis (Poey, 1860)
- Halichoeres chierchiae Di Caporiacco, 1948
- Halichoeres chlorocephalus Kuiter & Randall, 1995
- Halichoeres chloropterus (Bloch, 1791)
- Halichoeres chrysus Randall, 1981
- Halichoeres claudia Randall & Rocha, 2009
- Halichoeres cosmetus Randall & Smith, 1982
- Halichoeres cyanocephalus (Bloch, 1791)
- Halichoeres dimidiatus (Agassiz, 1831)
- Halichoeres discolor Bussing, 1983
- Halichoeres dispilus (Günther, 1864)
- Halichoeres erdmanni Randall & Allen, 2010
- Halichoeres garnoti (Valenciennes, 1839)
- Halichoeres girardi (Bleeker, 1859)
- Halichoeres hartzfeldii (Bleeker, 1852)
- Halichoeres hilomeni Randall & Allen, 2010
- Halichoeres hortulanus (Lacépède, 1801)
- Halichoeres insularis Allen & Robertson, 1992
- Halichoeres iridis Randall & Smith, 1982
- Halichoeres kallochroma (Bleeker, 1853)
- Halichoeres lapillus Smith, 1947
- Halichoeres leptotaenia Randall & Earle, 1994
- Halichoeres leucoxanthus Randall & Smith, 1982
- Halichoeres leucurus (Walbaum, 1792)
- Halichoeres maculipinna (Müller & Troschel, 1848)
- Halichoeres malpelo Allen & Robertson, 1992
- Halichoeres margaritaceus (Valenciennes, 1839)
- Halichoeres marginatus Rüppell, 1835
- Halichoeres melanochir Fowler & Bean, 1928
- Halichoeres melanotis (Gilbert, 1890)
- Halichoeres melanurus (Bleeker, 1851)
- Halichoeres melas Randall & Earle, 1994
- Halichoeres melasmapomus Randall, 1981
- Halichoeres miniatus (Valenciennes, 1839)
- Halichoeres nebulosus (Valenciennes, 1839)
- Halichoeres nicholsi (Jordan & Gilbert, 1882)
- Halichoeres nigrescens (Bloch & Schneider, 1801)
- Halichoeres notospilus (Günther, 1864)
- Halichoeres orientalis Randall, 1999
- Halichoeres ornatissimus (Garrett, 1863)
- Halichoeres pallidus Kuiter & Randall, 1995
- Halichoeres papilionaceus (Valenciennes, 1839)
- Halichoeres pardaleocephalus (Bleeker, 1849)
- Halichoeres pelicieri Randall & Smith, 1982
- Halichoeres penrosei Starks, 1913
- Halichoeres pictus (Poey, 1860)
- Halichoeres podostigma (Bleeker, 1854)
- Halichoeres poeyi (Steindachner, 1867)
- Halichoeres prosopeion (Bleeker, 1853)
- Halichoeres purpurescens (Bloch & Schneider, 1801)
- Halichoeres radiatus (Linnaeus, 1758)
- Halichoeres raisneri Baldwin & McCosker, 2001
- Halichoeres richmondi Fowler & Bean, 1928
- Halichoeres rubricephalus Kuiter & Randall, 1995
- Halichoeres rubrovirens Rocha, Pinheiro & Gasparini, 2010
- Halichoeres salmofasciatus Allen & Robertson, 2002
- Halichoeres sanchezi Victor, Frable & Ludt, 2024[3]
- Halichoeres sazimai Luiz, Ferreira & Rocha, 2009
- Halichoeres scapularis (Bennett, 1832)
- Halichoeres semicinctus (Ayres, 1859)
- Halichoeres signifer Randall & Earle, 1994
- Halichoeres socialis Randall & Lobel, 2003
- Halichoeres solorensis (Bleeker, 1853)
- Halichoeres stigmaticus Randall & Smith, 1982
- Halichoeres tenuispinis (Günther, 1862)
- Halichoeres timorensis (Bleeker, 1852)
- Halichoeres trimaculatus (Quoy & Gaimard, 1834)
- Halichoeres trispilus Randall & Smith, 1982
- Halichoeres vrolikii (Bleeker, 1855)
- Halichoeres zeylonicus (Bennett, 1833)
- Halichoeres zulu Randall & King, 2010